# Георги Бицин
Георги Йорданов Бицин  е български публицист и поет.

## Биография
Роден е в 1922 година в Мехомия, България. Бицин се занимава с публицистика и издава поезия. Подписва се с псевдонима си Джакомо. Сътрудник е на вестниците „Отечествен фронт“, „Работническо дело“, „Стършел“ и много други. Георги Бицин е автор на сатири, очерци, политически стихотворения и фейлетони. Той също така съставя серия литературни сборници, сред които „Естраден сборник. Хумор и сатира“ и „Весело лято“.
Умира в 1965 година в София.